# Violettscheitelkolibri
Der Violettscheitelkolibri (Coeligena torquata) oder Brustband-Andenkolibri, manchmal auch Krawattenmusketier oder Kavalierkolibri genannt, ist eine Vogelart aus der Familie der Kolibris (Trochilidae). Die Art hat ein großes Verbreitungsgebiet von etwa 1.330.000 km2, das die südamerikanischen Länder Bolivien Peru, Ecuador, Kolumbien und Venezuela umfasst. Der Bestand wird von der IUCN als „nicht gefährdet“ (least concern) eingeschätzt.

## Merkmale

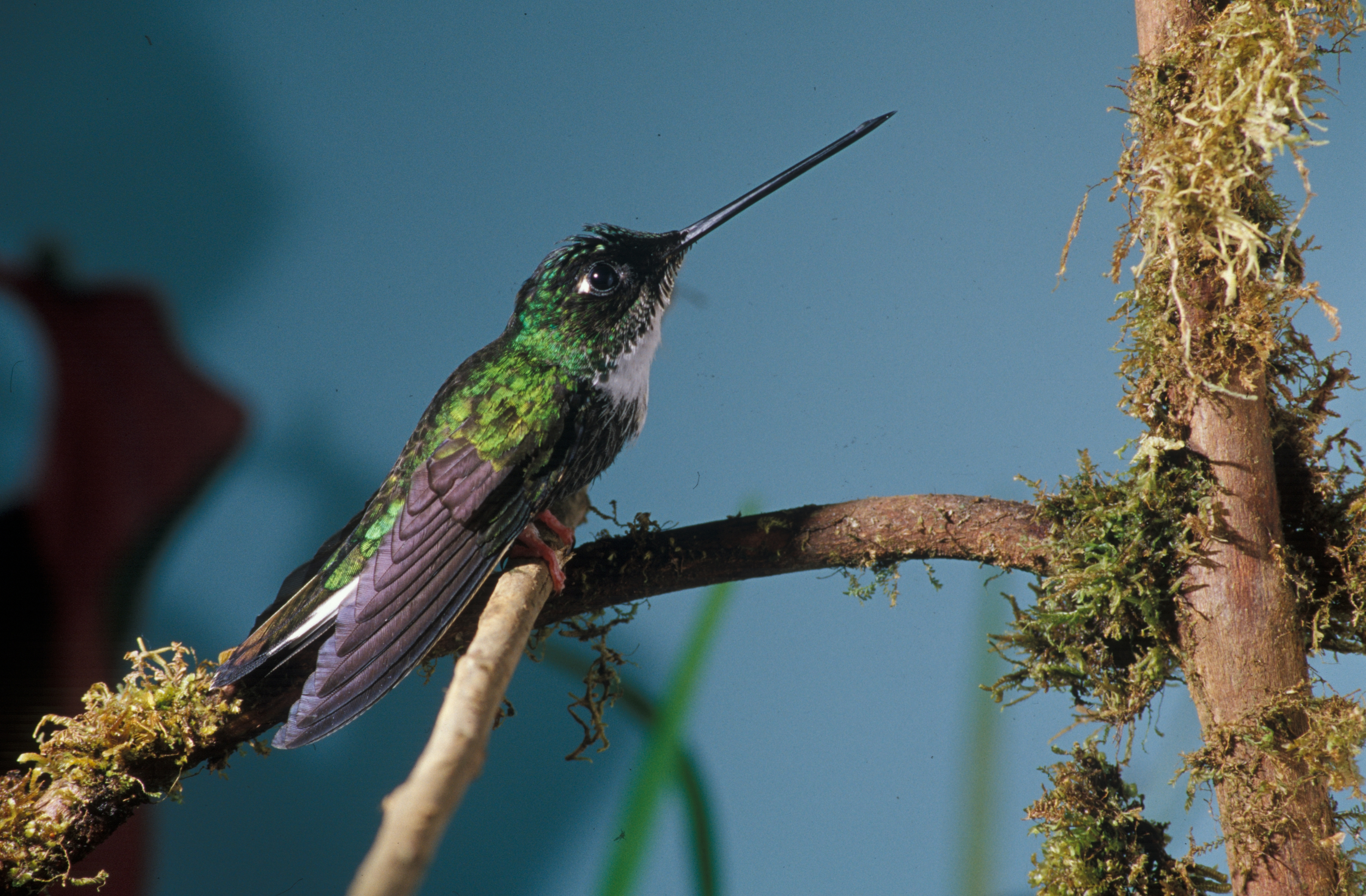
Violettscheitelkolibri (♀)

Der Brustband-Andenkolibri erreicht eine Körperlänge von etwa 11 Zentimetern und hat einen geraden, schmalen, 33 Millimeter langen Schnabel. Die Oberseite des Männchens ist überwiegend schwarz; am hinteren Teil des Rückens und am Bürzel geht die Farbe in dunkles, glänzendes Grün über. Auf der Krone befindet sich ein violetter Fleck, hinter den Augen ein kleiner weißer Fleck. Die Kehle ist dunkel blaugrün. Über die Brust verläuft ein weißes Band. Der Rest der Unterseite ist schwarz mit einem satinierten Grün. Die zentralen Steuerfedern sind schwarzgrün, die äußeren weiß mit schwarzen Sprenkeln.
Das Weibchen hat eine glänzend grüne Oberseite. Die grüne Kehle ist mit weißen Federn durchsetzt. Das weiße Band ist schmaler als beim Männchen, aber trotzdem relativ auffällig. Der hintere Teil der Unterseite ist grau mit grünen, lamellenförmigen Flecken. Der Schwanz ähnelt dem des Männchens. Ein Fleck auf der Krone ist nicht vorhanden.

## Verbreitung und Lebensraum
Der Violettscheitelkolibri kommt an feuchten Waldrändern und in der anschließenden Gebüschvegetation gewöhnlich in Höhen zwischen 1600 und 3000 Metern vor, er wurde aber auch schon zwischen 1500 und 3200 Metern Höhe beobachtet. Der typische Lebensraum dieses Kolibris gehört zur subtropischen und gemäßigten Klimazone.

## Verhalten
Der Violettscheitelkolibri ist eher ein Einzelgänger. Oft sieht man ihn bei der Nahrungssuche in der Nähe von Epiphyten. Sein Nest baut er gern auf Steinen, die von Farnen verdeckt sind. Er ernährt sich vorwiegend von Blütennektar. Dabei ist er ein relativ aktiver doch ruhiger Kolibri. Bei der Nahrungsaufnahme fliegt er mehr oder weniger gezielt und regelmäßig bestimmte Futterpflanzen an. So schwirrt er vor den Blütenkronen von Kletter- und Schlingpflanzen wie die zur Familie der Heidekrautgewächse gehörenden Cavendishias.

## Unterarten

Verbreitungsgebiet des Violettscheitelkolibris

Bisher sind fünf Unterarten bekannt, die sich vor allem durch ihre Färbung und Verbreitungsgebiet unterscheidenː
- Coeligena torquata torquata (Boissonneau, 1840)[2] – die Nominatform kommt in den Anden Nordwestvenezuelas im Bundesstaat Táchira über Kolumbien bis in den Osten Ecuadors und Nordperus vor.
- Coeligena torquata fulgidigula (Gould, 1854)[3] – ist an den Westhängen der Anden Ecuadors verbreitet. Die Krone ist schwarz wie die Oberseite mit nur einem kleinen blauen Fleck. Die Kehle ist etwas heller als in der Nominatform.
- Coeligena torquata margaretae Zimmer, 1948[4] – kommt in den Anden Nordperus in der Provinz Chachapoyas vor. Im Unterschied zur Nominatform hat diese Unterart zwei metallic-farbene Flecken am Kopf, die durch einen schwarzen Rahmen getrennt sind. Die Kehle ist etwas heller und grüner als in der Nominatform.
- Coeligena torquata insectivora (Tschudi, 1844)[5] – ist in den Anden Zentralperus präsent. Bauch und Rücken sind merklich grüner als in der Nominatform. Diese Unterart hat ähnliche Kopfflecken wie in C. t. margaretae.
- Coeligena torquata eisenmanni Weske, 1985[6] – ist im Süden Perus in der Cordillera de Vilcabamba beheimatet. Im Unterschied zur Nominatform hat die Unterart eine kupferfarbene Schwanzdecke. Das Männchen ist an den Gesichtsseiten schwärzlich.

Laut den letzten publizierten Untersuchungen gibt es nur 4 anerkannte Unterarten: torquata, fulgidigula, margaretae, insectivora, während der Méridakolibri und eisenmanni nun als eigene Arten geführt werden.

## Etymologie und Forschungsgeschichte
Auguste Boissonneau beschrieb den Violettscheitelkolibri unter dem Namen Ornismia torquata. Das Typusexemplar wurde aus Santafé de Bogotá geliefert. Später wurde er der Gattung Coeligena zugeordnet, die bereits 1833 oder 1832 (das Veröffentlichungsdatum ist strittig) von René Primevère Lesson beschriebenen worden war. Das Wort Coeligena leitet sich aus den lateinischen Wörtern coelum bzw. caelum für „Himmel“ und genus für „Nachkomme“ ab. Der Artname torquata ist lateinischen Ursprungs und bedeutet „mit Halsband“. John Todd Zimmer widmete margaretae wahrscheinlich seiner Frau Margaret, geb. Thompson. Der Name eisenmanni ehrt den amerikanisch-panamaischen Ornithologen Eugene Eisenmann (1906–1981). Fulgidigula ist ein Gebilde aus den lateinischen Worten fulgidus für „glitzernd“ und gula für „Kehle“. Das lateinische Wort insectivora steht für „Insektenfresser“. Omissa ist lateinisch für „ausgelassen, missachtet, übersehen“ ab. Schließlich bezieht sich inca auf die Inkas und wurde öfters für Vögel verwendet, die aus Peru oder Bolivien stammten.